# 史丹利·強森 (籃球運動員)
小史丹利·靴拔·莊臣（英語：Stanley Herbert Johnson Jr.，1996年5月29日—），美国职业篮球运动员，在2015年NBA選秀首輪第八順位被底特律活塞選中，場上位置為小前鋒，目前為自由球員。

## 職業生涯

### 底特律活塞（2015–2019）
2015年NBA選秀中以ESPN前100名選秀委員會排名第11位的身份進入NBA選秀。據報導，他拒絕參加由夏洛特黃蜂主辦的選秀前訓練，希望被底特律活塞以第8順位選中，或被邁阿密熱火以第10順位選中。2015年6月25日底特律活塞以首輪第8順位選擇亞利桑那大學的史丹利·約翰遜。
10月27日的活塞首秀中，他以106-94擊敗亞特蘭大老鷹，在替補席上得到7分，4個籃板和3次助攻。11月9日，活塞以109-95輸給金州勇士，約翰遜得到20分和7個籃板。2月4日，在代替受傷得分後衛肯塔維奧斯·卡德維爾-波普的比賽中，約翰遜以111-105擊敗紐約尼克得到賽季最高的22分。
2017年3月8日，他以115-98輸給印第安納溜馬，得到賽季次高的17分。2018年1月30日，他以125-114擊敗克利夫蘭騎士得到職業生涯最高的26分。
2018年11月9日，他以124-109擊敗亞特蘭大老鷹，得到賽季最高的22分。

### 紐奧良鵜鶘（2019）
2019年2月7日，莊臣在紐奧良鵜鶘、底特律活塞和密爾瓦基公鹿的三隊交易中前往鵜鶘。

### 多伦多暴龙（2019–2021）
2019年7月11日，莊臣与多倫多暴龙签约。
2020年8月12日，莊臣在奧蘭多對陣費城76人的第四節比賽中以4.9秒命中了他的第一次制勝投籃。2020年8月14日，莊臣在對陣丹佛金塊的比賽中砍下賽季新高23分，以117-109獲勝。暴龍進入了季後賽，並設法進入了2020年NBA季後賽第二輪；莊臣職業生涯中第一次晉級第二輪。他們跟波士頓塞爾提克打了7場比賽，最終還是3比4止步第二輪。
2021年5月13日，莊臣在102-114輸給芝加哥公牛的比賽中得到職業生涯最高的35分。

### 南灣湖人（2021）
2021年9月8日，莊臣与芝加哥公牛签约，但在10月16日出場4場熱身賽後被裁掉。11月15日，他與南灣湖人簽約，在那裡他打了6場比賽，場均得到15.3分、6.7個籃板、2.2次助攻和2.17次抄截。

### 洛杉矶湖人（2021–2022）
2021年12月9日，莊臣與芝加哥公牛簽了一份為期10天的合約。12月11日，莊臣和艾尤·多桑姆一起被列入NBA的健康和安全協定。在合約到期之前，他從未為公牛上場過任何一場比賽。
2021年12月24日，莊臣通過困難條例與他的家鄉球隊洛杉磯湖人簽了一份為期10天的合約。
2022年1月28日，莊臣與洛杉磯湖人簽下2年合約，包含2022–23年的球隊選項。

## NBA

### 例行賽
| 賽季    | 球隊 | GP  | GS  | MPG  | FG%  | 3P%  | FT%  | RPG | APG | SPG | BPG | PPG |
| ------- | ---- | --- | --- | ---- | ---- | ---- | ---- | --- | --- | --- | --- | --- |
| 2015–16 | DET  | 73  | 6   | 23.1 | .375 | .307 | .784 | 4.2 | 1.6 | .8  | .2  | 8.1 |
| 2016–17 | DET  | 77  | 1   | 17.8 | .353 | .292 | .679 | 2.5 | 1.4 | .7  | .3  | 4.4 |
| 2017–18 | DET  | 69  | 50  | 27.4 | .375 | .286 | .772 | 3.7 | 1.6 | 1.4 | .2  | 8.7 |
| 2018–19 | DET  | 48  | 7   | 20.0 | .381 | .282 | .804 | 3.6 | 1.3 | 1.0 | .3  | 7.5 |
| 2018–19 | NOP  | 18  | 0   | 13.7 | .418 | .324 | .692 | 2.3 | 1.6 | .7  | .1  | 5.3 |
| 2019–20 | TOR  | 25  | 0   | 6.0  | .373 | .292 | .563 | 1.5 | .8  | .2  | .2  | 2.4 |
| 2020–21 | TOR  | 61  | 13  | 16.5 | .382 | .328 | .800 | 2.5 | 1.5 | .9  | .3  | 4.4 |
| 2021–22 | LAL  | 48  | 27  | 22.8 | .466 | .314 | .716 | 3.2 | 1.7 | .9  | .3  | 6.7 |
| 生涯    | 生涯 | 419 | 104 | 20.1 | .384 | .300 | .754 | 3.1 | 1.5 | .9  | .2  | 6.3 |

### 季後賽
| 賽季 | 球隊 | GP | GS | MPG  | FG%  | 3P%  | FT%   | RPG | APG | SPG | BPG | PPG |
| ---- | ---- | -- | -- | ---- | ---- | ---- | ----- | --- | --- | --- | --- | --- |
| 2016 | DET  | 4  | 0  | 20.3 | .522 | .600 | 1.000 | 4.0 | .0  | .3  | .0  | 8.0 |
| 2020 | TOR  | 3  | 0  | 6.7  | .445 | .400 | 1.000 | 1.3 | 2.0 | .0  | .0  | 4.3 |
| 生涯 | 生涯 | 7  | 0  | 14.4 | .500 | .533 | 1.000 | 2.9 | .9  | .1  | .0  | 6.4 |

## 外部連結
- This article has no link in Wikidata